# Maja Gusanit
Maja Gusanit – szczyt w Górach Dynarskich. Leży na granicy między Albanią a Kosowem, w pobliżu granicy z Czarnogórą. Należy do pasma Gór Północnoalbańskich.